# Ortorexi
Ortorexi betecknar en fixering vid en "hälsosam" livsstil, präglad av t.ex. överdriven träning och nyttigt ätande. Ortorexi har likheter med och överlappar till viss del med ätstörningarna, framför allt Anorexia nervosa, men är mer att betrakta som ett överdrivet uttryck för rådande samhälleliga trender och värderingar. En ortorektikers mål är att vara den ultimata hälsosamma människan. Ordet orto kommer från grekiskans: 
1. rak, rät: ortodrom
2. riktig, rätt: ortodox, ortopedi

Ortorexi kan beskrivas som - tvångsmässig hälsosamhet.
Begreppet ortorexi myntades av amerikanen Steven Bratman i slutet av 1990-talet genom sin bok Health Food Junkies. Han åsyftade personer som endast var fixerade vid att rena kroppen för att undvika sjukdom utan någon anknytning till diet för kroppsform eller träning.
”Where the bulimic and anorexic focus on the quantity of food, the orthorexic fixates on its quality”. - Steven Bratman
Själv var Bratman kock då han började uppmärksamma människors olika krav på kost. Nu praktiserar han alternativ medicin och efter insikten i hur besattheten i kost och träning, hälsa, kan påverka en människas liv hyser han inte längre samma tilltro till alternativa dieters förmåga att bota sjukdomar. Det anses inte vara en ätstörning och flertalet som utövar yoga faller in under hans begrepp.
Ortorexi är, till skillnad från de olika ätstörningarna (Anorexia nervosa, Bulimia nervosa och Ätstörning utan närmare specifikation), inte någon fastställd medicinsk diagnos varmed sedvanliga ätstörningsklinker inte har evidensbaserad metod för att behandla tillståndet.

## Orsaker
Kate Finn är en kvinna som avled på grund av hjärtsvikt som konsekvens av ortorexi. Enligt Finn, som hon skriver i sin biografiska artikel, handlade det inte om att gå ner i vikt utan att få bot för sin krånglande mage. Även för Andrea, som Steven Bratman tar upp i sin ”Original Essay on Orthorexia” börjar det med att man försöka bota sin sjukdom. Ortorexi växer sedan fram till en besatthet. Inspirationen kommer från olika teorier, religioner och av media hyllade dieter. En dag med fullt kontrollerad kost känns upplyftande och renande för en ortorektiker. Det kan nästan liknas vid en religiös upplevelse att äta tofu och annan ”nyttig” kost.
Enligt ortorexiexperten Yvonne Lin är inkörsporten inte helt densamma beroende på om man kommer från fitnessindustrin, elitidrott eller dietätande. Många startar med en vilja att leva sunt (börja äta bra och träna regelbundet) medan andra vill öka prestationsförmågan genom kostoptimering och viktminskning. De fysiologiska och psykologiska förloppen ser däremot liknande ut. Avvikelser i en rad biomarkörer, svältvikt och samsjuklighet tvång, depression och/eller ångest är vanligt enligt behandlingskliniken där Lin är verksam. Upprätthållandet av tillståndet som förvärras allt mer via grupptryck från gym, idrottsklubbar och inte minst sociala medier. Rädslan att bli tjock, sjuk och eller få en dålig image är dominerande i Ortorexia Atletika.

### Kulturella influenser
En del personer kan bli påverkade av att massmedia rapporterar på olika sätt om hur man kan leva ett mer hälsosamt liv.
Sociala medier, och framförallt hög användning av Instagram har kopplats till en ökad risk att utveckla ortorexi.
Liksom anorexia nervosa och bulimia nervosa är ortorexi förknippat mer med kvinnor än med män. Man märker dock en ökning av tillståndet hos män.

## Symptom

### Sociala symptom
Den ortorektiska individen känner sig misslyckad och otillfredsställd om den inte har uppfyllt sina stränga och oftast högst orealistiska mål avseende träning och kosthållning. Medvetenheten om födans näringsinnehåll är mycket hög och används för att "kontrollera" födointaget. Ett "för stort" kaloriintag kompenseras nästan alltid med att öka mängden träning. Ortorektiska individer har egna definitioner av vad som är "hälsosamt". Dessa definitioner kan ändras så fort en ny diet eller livsstil omtalas. Gärna, som sagt, från tidningar eller böcker.
Det blir oftast svårt för en ortorektisk individ att bibehålla ett normalt socialt liv eftersom de inte kan äta samma mat som sina vänner, måste träna ofta och ha kontroll över sin vardag.

### Fysiska symptom
Eftersom kosten är så strikt kontrollerad och påverkad av teorier av vad som är nyttigt får oftast inte kroppen det den behöver. Man använder även träning som medel för att öka energiförbrukningen. Detta kan leda till energiunderskott även om energiintag är i nivå med det som rekommenderas. Till följd av detta minskar vikt, ork och den allmänna lusten. Oftast är det dock svårt att identifiera ortorektiker på grund av att de ser hälsosamma ut. Deras mål är som sagt inte att gå ner i vikt och om de minskar för mycket brukar de försöka gå upp till sin egen idealvikt. Identifiering av en ortorektiker kan ske genom att man beaktar känslo- och beteendemässiga förändringar som inte skiljer sig nämnvärt från övriga ätstörningar. Dock kan ortorektiker få fysiska symtom liknande överträning, det vill säga bristfällig koncentrationsförmåga, muskelvärk med mera.

## Behandling
Behandling av ätstörningar sker framgångsrikt med olika former av samtalsterapi, ofta i kombination med kostrådgivning och medicinskt omhändertagande. Någon särskild behandling vid ortorexi är inte känd. Dock fungerar troligen de flesta behandlingar för ätstörning även för fall där det ortorektiska "hälsolevernet" gått överstyr.
Dock är det många som inte söker sig till behandling eftersom de av sin omgivning oftast ses som väldigt hälsosamma och nyttiga. För att fler ska söka behandling måste oftast omgivningen ta ställning till den ortorektiska individens osunda livsstil. Här är det även svårare för män att se problemet eftersom ortorexi är mer förknippat med kvinnor. Män hade lättare kunnat acceptera en fobi som är relaterad till renlevnad än till kvinnor.
Det finns idag en behandlingsklinik för ortorexi med metoden EED - 12 bestående av psykoterapi, träningsreglering, kostreglering, beteendeträning och utbildning. 

## Studier
Det har endast gjorts ett fåtal studier av ortorexi. En italiensk grupp genomförde en studie på 404 anmälda individer för att undersöka förekomsten av Ortorexia Nervosa. 28 stycken blev märkta med Ortorexi och förekomsten var högre hos män med lägre utbildning.
En studie i Turkiet för att undersöka känsligt kostbeteende hos läkare genomfördes. 318 läkare undersöktes och 45,5% av läkarna fick 40 eller under på ORTO-15-testet. De handlar sin egen mat, äter gärna sallader och bryr sig om kvalitén på maten de äter. De anser även att en studie på allmänheten vore givande.
SISU Idrottsböcker har publicerat (2014) en bok "Ortorexi - fixering vid mat och träning" skriven av Yvonne Lin och Anatoli Grigorenko.